# Zanthoxylum schinifolium
Espèce
Zanthoxylum schinifolium, également appelé poivre sanshō coréen , est une espèce de plantes à fleurs de la famille des Rutacées, la famille des agrumes (groupe des citronnier).
Il a été décrit et publié pour la première fois dans Abh. Math -Phys. Cl. Königl. Bayer. Akad. Wiss. vol.4 (numéro 2) à la page 137 en 1845 par les botanistes Philipp Franz von Siebold et Joseph Gerhard Zuccarini (Traités de la classe mathématique et physique de l'Académie royale des sciences de Bavière).
Il est originaire du centre et de l'est de la Chine, ainsi que de l'Asie orientale tempérée, qui comprend le Japon, la Corée, la Mandchourie, les îles Ryukyu et Taiwan. 
C'est un arbuste qui pousse principalement dans les régions du biome tempéré.

## Variétés
Il existe 2 variétés acceptées et connues ;
- Zanthoxylum schinifolium var. okinawense (Nakai) Hatus. ex Simabuku
- Zanthoxylum schinifolium var. schinifolium

### Synonymies par variétés
pour Z. schinifolium var. schinifolium
- Fagara mantchurica       (Benn.) Honda                   (1932)

- Fagara mantchurica f. angustifoli (Honda) H.Hara                    (1954)

- Fagara mantchurica var. angustifolia   Honda                                    (1932)

- Fagara mantchurica f. grandifolia   (Nakai) H.Hara                     (1954)

- Fagara mantchurica var. grandifolia  (Nakai) Honda                      (1932)

- Fagara mantchurica var. inermis    Honda                                    (1932)

- Fagara mantchurica f. microphylla   (Honda) H.Hara                    (1954)
- Fagara mantchurica var. microphylla    Honda                                     (1932)

- Fagara mantchurica var. subinermis   (Uyeki) Uyeki                        (1940)

- Fagara schinifolia var. grandifolia  Nakai                                      (1920)

- Fagara schinifolia var. inermis   Nakai                                      (1913), nom. nud.

- Fagara schinifolia f. macrocarpa  Loes.                                       (1904)

- Fagara schinifolia var. subinermis  Uyeki                                      (1935)

- Zanthoxylum mantchuricum  Benn.                                      (1862)

- Zanthoxylum pteropodum   Hayata                                    (1913)

- Zanthoxylum schinifolium f. inerme   (Nakai) M.Kim                      (2004), not validly publ.

- Zanthoxylum schinifolium var. inermis  (Honda) T.B.Lee                    (1966)

- Zanthoxylum schinifolium f. macrocarpum  (Loes.) Rehder                      (1926)

- Zanthoxylum schinifolium var. subinermis   (Uyeki) T.B.Lee                     (1966)

pour Z. schinifolium var. okinawense
- Fagara mantchurica var. okinawaensis  (Nakai) Kitam.                     (1972)

- Fagara okinawensis   Nakai                                    (1914)
- Zanthoxylum okinawense  (Nakai) E.H.Wilson          (1920)

### Gastronomie
Ses grains de poivre sont à l'origine de l'épice Sancho (ou sanshō) utilisée dans la cuisine chinoise. C'est un cousin du poivre du Sichuan, il s'en distingue par des notes d'Agrumes plus prononcées.

### Culture
C'est un buisson de 4 à 5 m, il est conseillé de le former sur tige afin de faciliter la récolte.
Sa rusticité USDA est de 7 à 10, il peut donc bien résister aux hivers même un peu rude (−18 °C). La production de fruits est abondante à partir de la 3e année.
L'espèce fongique pathogène Pestalotiopsis kenyana est connue pour provoquer la maladie des taches foliaires sur Zanthoxylum schinifolium dans la province du Sichuan, en Chine.